# Convento de Santa Isabel (Sevilla)
El convento de Santa Isabel de la Congregación de Religiosas Filipenses Hijas de María Dolorosa en Sevilla (España) se encuentra situado en el centro histórico de la ciudad con accesos desde el número 2 de la calle Hiniesta, y desde la plaza Santa Isabel. En sus proximidades se halla otro de los grandes conventos sevillanos, el de Santa Paula (de las monjas jerónimas).

## Historia
El convento fue fundado en 1490, por Isabel de León, viuda de Gonzalo Farfán de los Godos, dedicándolo a la Visitación de María Santísima a Santa Isabel y a San Juan Bautista, como sede para alojar a las religiosas de la Orden Hospitalaria de San Juan de Jerusalén. 
Una gran parte de este conjunto conventual fue transformado y reutilizado después de la desamortización, siendo usado como cárcel de mujeres, después como Casa de Arrepentidas, y más adelante como centro docente. Desde mediados del siglo XIX el convento quedó regentado por la Congregación de Religiosas Filipenses Hijas de María Dolorosa, fundada por Dolores Márquez Romero y Onoro, cuyo cuerpo se encuentra enterrado en el coro bajo, junto con el del otro promotor de la congregación, el sacerdote Francisco García Tejero.

## Inmueble
Del primer edificio de este convento solo se conservan un patio con pilares ochavados de factura mudéjar y una fuente renacentista realizada en mármol.
La iglesia fue proyectada por el arquitecto Alonso de Vandelvira, quien además fue el encargado de la dirección de las obras en el año 1602. El templo es de una única nave de forma rectangular con dos coros a los pies de la misma. De Vandelvira es también la portada principal, de piedra, situada en el muro izquierdo que se levanta al pie de la plaza de Santa Isabel, organizada según un hueco de medio punto centrado entre parejas de columnas corintias de fuste estriado con hornacinas en sus intercolumnios. Por encima de este primer cuerpo se crea un ático cuyo motivo central es un magnífico altorrelieve enmarcado en un orden de columnas corintias, con la escena de la Visitación de Santa Isabel, tallado por Andrés de Ocampo. La belleza de esta portada queda rubricada por el carácter manierista que le otorgan las altas pirámides con esferas que la rematan lateralmente y su frontón triangular superior.

### Interior del templo

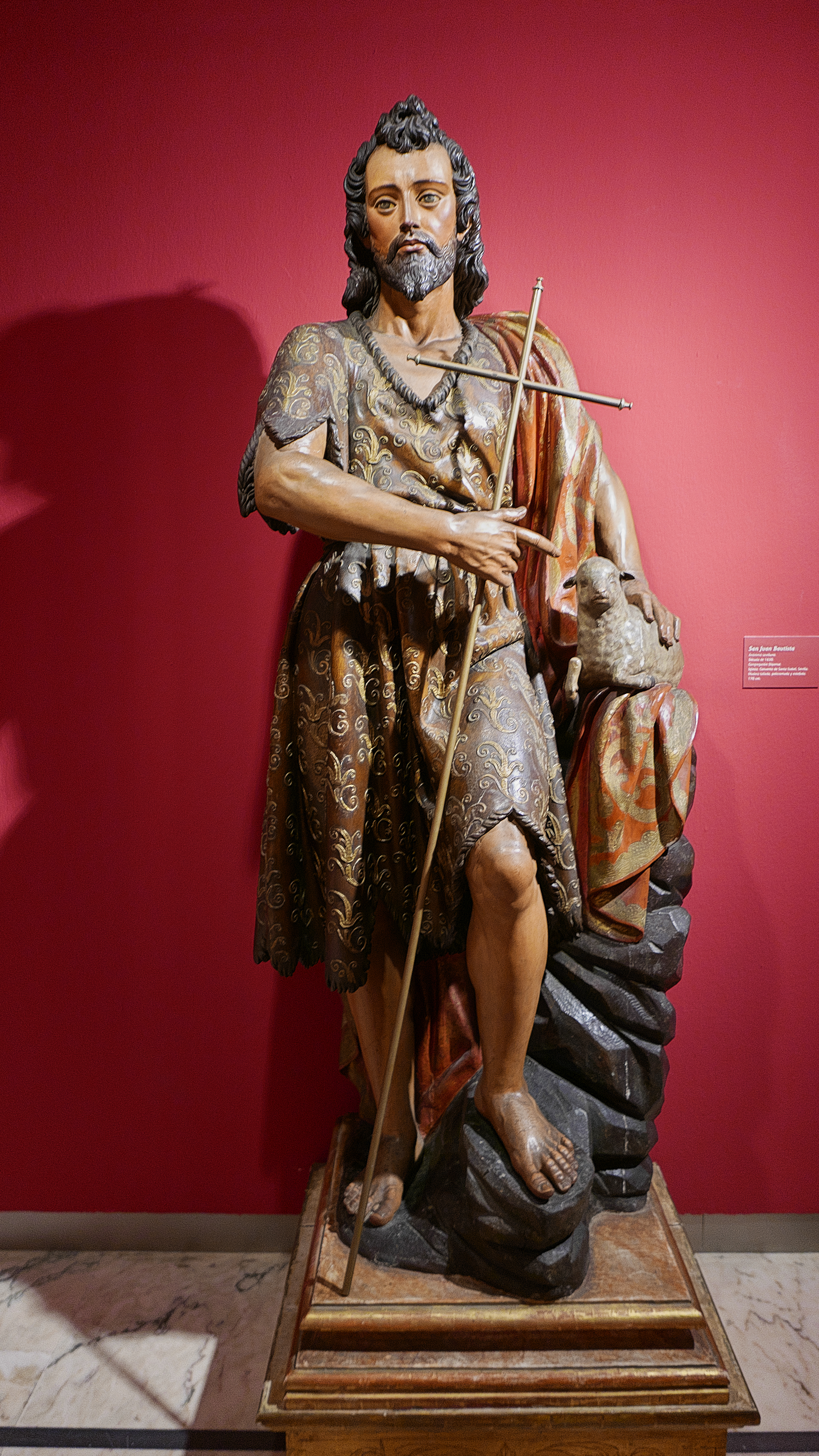
Talla de San Juan Bautista

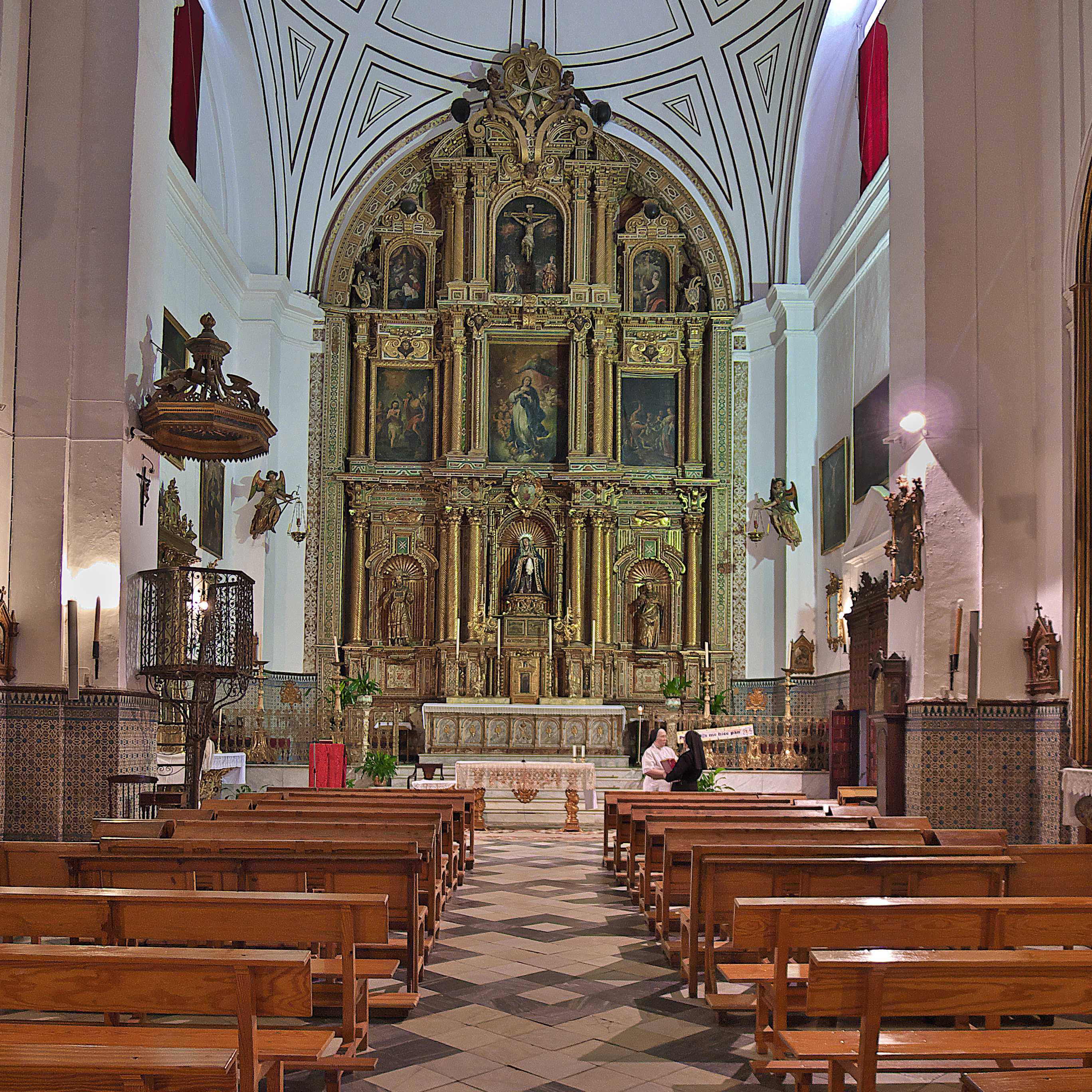
Interior de la iglesia

El retablo mayor fue trazado por Juan de Mesa y ejecutado por Antonio de Santa Cruz realizado hacia 1625. Las pinturas del mismo fueron ejecutadas por Juan del Castillo de las que solo se conservan en la iglesia tres pues el resto fueron expoliadas por el ejército del mariscal Soult en el siglo XIX
En el muro del presbiterio se encuentra un retablo realizado para la sepultura de Hernando de Palma, trazado por Juan de Oviedo y ejecutado por Juan Martínez Montañés antes de 1614. El pintor Francisco Pacheco realizó en 1611 un lienzo para este retablo titulado Juicio Final, que también fue robado en 1810 por el mariscal Soult y que se expone en el Museo Goya de Castres (Francia). En el mismo se encuentra actualmente la escultura del Cristo de la Misericordia, realizado en 1622 por Juan de Mesa para el antiguo convento de San José, de los mercedarios y que tras la revolución de 1868, pasó a la iglesia del convento de Santa Isabel.
También destaca una escultura de San Juan Bautista, obra anónima de entre 1630 y 1640, que originalmente estuvo en la hornacina central del retablo mayor.